# Остерволе
Остерволе (нем. Osterwohle) — община в Германии, в земле Саксония-Анхальт. 
Входит в состав района Зальцведель. Подчиняется управлению Зальцведель-Ланд.  Население составляет 496 человек (на 31 декабря 2006 года).(2006г.). Занимает площадь 26,87 км².